# پرنی

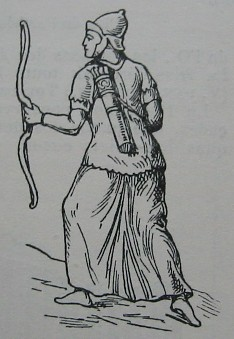
جنگجوی پارتی

پَرنی یا پَرنی‌ها قبایلی کوچ نشین از سکایی ها (ایرانیان شرقی) بودند، که در پیرامون رود پنج و رود تجن در جنوب شرقی دریای کاسپین می‌زیستند. البته باور بر این است که سرزمین اصلی این قوم جنوب روسیه است، جایی که آنها همراه دیگر قبایل سکایی از آن مهاجرت کردند. پرنی‌ها یکی از سه طایفه اتحادیه داهه بوده‌اند.
در میانه قرن سوم پیش از میلاد قبیله پرنی به ساتراپ پارت یورش می‌برد و ادامه این مسیر موفق به استقلال و سپس بنیان دودمانی می‌شود که ما امروزه به عنوان اشکانیان می‌شناسیم.

## زبان
زبان پرنی‌ها به شکل مستقیم ثبت نشده‌ است ولی گمان بر این است که این زبان یکی از شاخه‌های شرقی زبان پارتی باشد که بعداً به نام پرنی معروف شده‌است. پارنی ممکن است به نوعی از گفتار نسبت داده شود که قوی‌ترین المان‌های شرق ایران را نشان می‌دهد که ناشی از مجاورت آن‌ها بر استپ تا شرق ایران باشد.بر اثر نفوذ زبان پارتی در زبان ارمنی، برخی واژگان پرنی به شکل وام واژه‌های در زبان ارمنی زنده مانده‌است.
ژوستین زبان پرنی را زبان میان راه زبان مادی و سکایی دانسته‌است که ویژگیهای هر دو را دارد.